# Else Züblin-Spiller
Else Züblin-Spiller (née le 1er novembre 1881 à Seen et morte le 11 avril 1948 à Kilchberg) est une journaliste, féministe, entrepreneuse, membre de la ligue de tempérance et fondatrice d'une ONG suisse Association pour le bien des soldats  devenu SV Group.

## Biographie
Else Spiller est issue d'une famille modeste. Son père Johann Jakob Spiller, mécanicien chez Sulzer meurt d'une tuberculose à l'âge de 39 ans. Sa famille déménage dans une petite maison à Wallisellen. Elle fait un apprentissage dans le textile. 
En 1904, elle obtient un emploi dans l'imprimerie de Jean Frey Verlag, où elle a commence à rédiger des rapports pour divers journaux de pays. Plus tard, elle écrit des articles sociaux-politiques pour la Neue Zürcher Zeitung et devint la première rédactrice en chef d'un journal politique, Die schweizerischen Wochenzeitung, en 1911. Parallèlement, elle dirige la rédaction du journal interne suisse et le service de presse de l'Armée du salut. Elle est aussi la première rédactrice politique à la Wochenzeitung.
En 1914, elle fonde l’Association pour le bien des soldats en tant qu'organisation à but non lucratif pour fournir aux soldats suisses une alimentation saine et bon marché et lutter contre la consommation généralisée d'alcool. Pendant la période de la Première Guerre mondiale, de novembre 1914 à la fin de 1919, période pendant laquelle elle est responsable, elle crée environ 700 lieux non alcoolisés (« salons du soldat ») dans toute la Suisse et pendant la Seconde Guerre mondiale, où les soldats peuvent passer leur temps libre. Le premier lieu est inauguré à Bassecourt, dans le Jura, le 22 novembre 1914.
En 1916, Else Spiller, en collaboration avec le Département fédéral des affaires militaires et la Croix-Rouge suisse, fonde le service d'aide sociale du soldat qui, à partir de 1917, emploie également des militaires malades. À la fin de la Première Guerre mondiale, elle accompagne 200 industriels suisses dans leur voyage vers l'Amérique.
Après la guerre, elle s'engage auprès des ouvriers de Winterthour et des environs et installe des cantines sans alcool dans les usines et les salles d'écriture, à l'instar des chambres des soldats. Else Spiller élabore une réglementation pour la gestion des cantines et se bat pour le partage des coûts par le patronat. En 1918, une première cantine ouvrière est inaugurée dans l'usine de machines Gebrüder Bühler à Uzwil.
La création d'autres cantines  se développe rapidement et l'association est rebaptisée Swiss National Service Association en 1920. Aujourd'hui, la Fondation SV en tant qu'actionnaire principal du groupe SV a pour mission de préserver l'idée fondatrice.
Else Züblin-Spiller est active dans le mouvement féministe suisse et participe à l'exposition suisse du travail des femmes (SAFFA) en 1928 et au IIIe Congrès des femmes en 1946. À partir de 1939, elle dirige la coopérative du magazine féminin suisse. En 1938, elle a été cofondatrice du service d'aide aux femmes civiles FHD et est membre de la Commission du FHD jusqu'en 1941. Pendant la Seconde Guerre mondiale, elle est présidente de la Commission fédérale pour l'alimentation de guerre, mais après la guerre, elle doit se contenter d'un siège au sein des commissions pour les questions concernant les Suisses de l'étranger et le travail à domicile en tant que femme après la guerre.